# 천이 (대만의 가수)
천이(중국어 정체자: 陳奕, 병음: Chén Yì, 한자음: 진혁, Andy Chen, 1986년 10월 16일 ~ )는 대만의 배우이자 가수이다.

## 방송
- 난릉왕비
- 실거니적나일천